# أوراتوري إيطالي
منتدى أوراتوري إيطالياني هي منظمة مسيحية للشباب في إيطاليا، وعضو في المظلة الكاثوليكي لمنظمات الشباب.

## التأسيس
اوراتوري ايطالي هي منظمة وطنية جامعة للجمعيات والهيئات الدينية المشاركة في عمل الشباب على مستوى الرعية في إيطاليا، يمكنها أن تحصي ما يقارب 40 منظمة عضو وحوالي 6000 مركز ترفيه ضيق، والتي تسمى "أوراتوري"، يحضر حوالي 1،000،000 شاب أنشطة حرية المعلومات، يعمل حوالي 150.000 متطوع في المنظمة كقادة ومدرسين في التعليم المسيحي ومساعدين بأدوار مختلفة.